# Tetractenos
Tetractenos – rodzaj ryb rozdymkokształtnych z rodziny rozdymkowatych.

## Klasyfikacja
Gatunki zaliczane do tego rodzaju:
- Tetractenos glaber
- Tetractenos hamiltoni